# Mediocre (canción)
«Mediocre» es una canción de la cantautora mexicana Ximena Sariñana, lanzado el 23 de junio del 2008, como el segundo sencillo oficial de su álbum debut del mismo nombre (2008). La canción fue escrita por la misma cantante y se encuentra actualmente disponible en el álbum.